# Burnt Mound von Caherweelder 1
Der Burnt Mound von Caherweelder 1 im Townland Caherweelder (irisch Cathair Mhaoilir) im County Galway in Irland wurde im Rahmen der Trassenuntersuchung im Vorfeld des Baus der N18/M18 von Gort nach Oranmore ausgegraben. Die Straße schnitt den westlichen Rand eines Burnt Mounds (irisch Fulacht Fia) ab.
Der Burnt Mound bestand aus dem verbrannten Hügelmaterial, einem großen Trog und einem Brunnen. Letztere befanden sich unter den Resten des Hügels. Zwei Radiokarbondaten aus der Spätbronzezeit wurden aus der Füllung des Trogs und des Brunnens gewonnen.
Caherweelder 1 befindet sich auf einer niedrigen Ebene am Westrand von Weideflächen. Die Umgebung ist hochwassergefährdet. Unmittelbar nordöstlich liegt ein Turlough und südöstlich ein kleiner Teich. Eine Präferenz dieser Plätze für Feuchtgebietsränder wurde von A. A. Gowen festgestellt. Eoin Grogan gibt an, dass im benachbarten Mooghaun-Gebiet, im Südosten des County Clare der Großteil der Burnt Mounds an den Rändern von Turloughs, Mooren und Sumpfgebieten vorkommt. Die Burnt Mounds von Moyveela, die im Rahmen desselben Programms ausgegraben wurden, befanden sich weiter im Norden auf leicht erhöhtem Boden, am Rande eines Turloughs.